# Okręg Lenzburg
Okręg Lenzburg (niem. Bezirk Lenzburg) – okręg w Szwajcarii, w kantonie Argowia, o pow. ok. 103 km², zamieszkały przez ok. 58 tys. osób. Siedzibą okręgu jest miasto Lenzburg. 

## Podział administracyjny
W skład okręgu wchodzi 20 gmin (Einwohnergemeinde):
1. Ammerswil
2. Boniswil
3. Brunegg
4. Dintikon
5. Egliswil
6. Fahrwangen
7. Hallwil
8. Hendschiken
9. Holderbank
10. Hunzenschwil
11. Lenzburg, miasto
12. Meisterschwanden
13. Möriken-Wildegg
14. Niederlenz
15. Othmarsingen
16. Rupperswil
17. Schafisheim
18. Seengen
19. Seon
20. Staufen